# La spirale del tempo
La spirale del tempo è un romanzo scritto dall'autore britannico Graham Hancock.

## Trama
Il libro si svolge contemporaneamente su due piani temporali.
Leoni, che vive nel mondo moderno a Los Angeles, finisce in overdose e sperimenta un'esperienza di premorte.
Ria, giovane guerriera dell'Età della Pietra che vive nella penisola Iberica, viene esiliata dalla sua tribù ed inizia una battaglia contro gli invasori Illimani, alleandosi con gli ultimi neanderthal sopravvissuti.
L'anima di Leoni viene catapultata in una realtà parallela, dove la sua essenza si lega indissolubilmente a quella di Ria. Iniziano quindi a combattere il demone che comanda gli Illimani con il nome di Sulpa, nell'età della pietra, e che si manifesta anche nel futuro con il nome di Jack. Questo potente demone è deciso a soggiogare l'umanità, comparendo fisicamente nel ventunesimo secolo. Leoni e Ria, con l'aiuto di rispettivi loro contemporanei, combatteranno per evitare questa eventualità.

## Edizioni
- Graham Hancock, La spirale del tempo, traduzione di Bruno Amato, Corbaccio, 2010,  p. 832503, ISBN 978-88-6380-081-4.